# Ljusne
Ljusne is een plaats in de gemeente Söderhamn in het landschap Hälsingland en de provincie Gävleborgs län in Zweden. De plaats heeft 2155 inwoners (2005) en een oppervlakte van 388 hectare. De plaats ligt 15 kilometer ten zuiden van Söderhamn, op de plaats waar de rivier de Ljusnan uitmondt in de Botnische Golf.